# Monsters en studies voor Sint-Antonius
Monsters en studies voor Sint-Antonius is een tweezijdige tekening toegeschreven aan de Zuid-Nederlandse schilder Jheronimus Bosch in het Louvre.

## Voorstelling
Het blad is door de tekenaar meerdere keren gebruikt. Vermoed wordt dat het fijngetekende architectuurschetsje het vroegst is. Het lijkt hier te gaan om een open galerij met bogen van verschillende hoogten en met muurwerk versierd met pinakels. Een man omklemt een zuil. Daarna is de tekening in de breedte gebruikt. De tekenaar schetste tot vier keer toe een lezende dan wel onderwijzende, zittende heilige en twee keer een lopende, lezende monnik. Daartussen tekende hij een aantal monsters.
De vier keer herhaalde zittende heilige wordt in de literatuur meestal geïdentificeerd als de heilige Antonius van Egypte. Deze komt in vergelijkbare houding voor op een aan Bosch toegeschreven tekening in het Kupferstichkabinett in Berlijn en het schilderij De verzoeking van de heilige Antonius in het Chrysler Museum of Art uit het atelier van Bosch.
Van de monsters komen er enkele terug op schilderijen van Bosch, bijvoorbeeld de ‘veelvraat’ linksboven, die door een zeemonster opgevreten wordt. Een dergelijk monster komt voor op het Hooiwagen-drieluik en het Laatste Oordeel in Brugge.

## Achterzijde

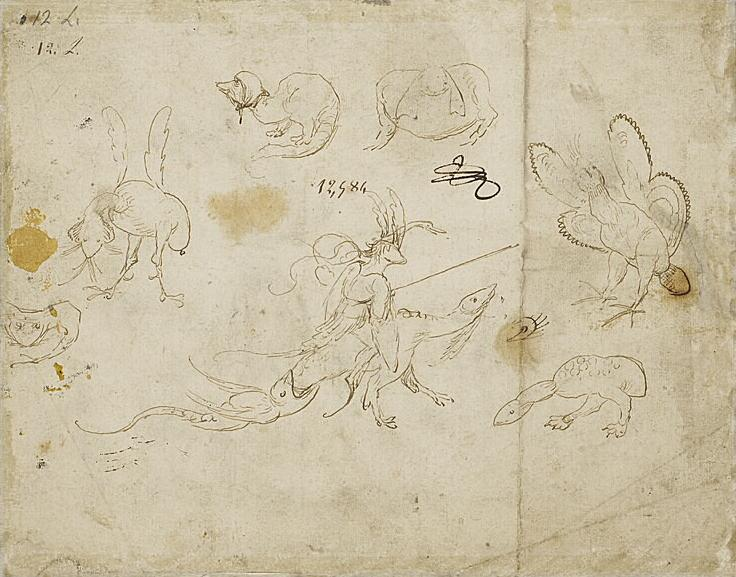
Achterzijde: Zeven monsters.

Op de achterzijde zijn zeven weinig uitgewerkte schetsen van monsters te zien.

## Toeschrijving
Vroege auteurs, zoals Max Friedländer en Charles de Tolnay, zien de tekening als een eigenhandig werk van Bosch. Ludwig von Baldass heeft twijfels over de achterzijde. Tegenwoordig wordt ook de eigenhandigheid van de voorzijde in twijfel getrokken.

## Herkomst
De tekening maakte deel uit van de verzameling van de Duits-Franse verzamelaar Everhard Jabach, die in 1671 gekocht werd door koning Lodewijk XIV van Frankrijk. Sindsdien is het eigendom van de Franse staat.